# Reina del Cel

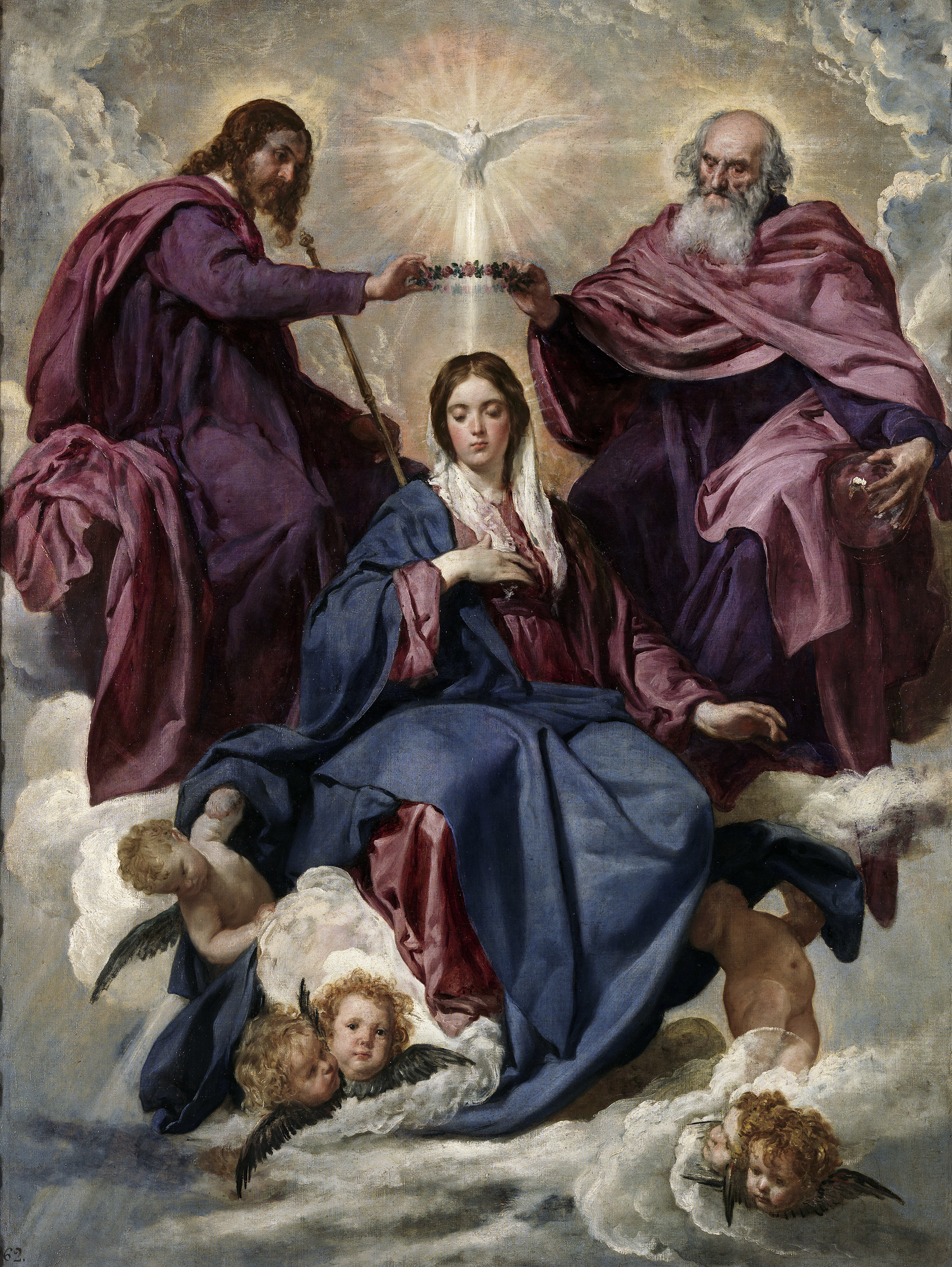
La Coronació de la Verge per la Trinitat. Velázquez de 1645

'Reina del cel' és un títol donat a Maria, mare de Jesús, principalment per l'Església catòlica i també en certa manera per l'anglicana, la luterana i les esglésies ortodoxes orientals. Aquest títol se li atorgà a partir del Concili d'Efes (segle v), on Maria va ser proclamada "Theotokos" ("Mare de Déu").

## Arguments bíblics
Es pot considerar que el Nou Testament implicita aquest títol tot considerant Maria com a mare del "rei messiànic" esperat: Lluc (1:32) diu de Jesús que "serà gran i serà anomenat Fill de l'Altíssim, i el Senyor Déu li donarà el tron del seu pare David. Ell regnarà sobre la casa de Jacob pels segles i el seu regnat serà sense fi". Pel seu cantó, l'Antic Testament mostra que a Israel la mare del rei es convertia en "reina mare". Així, com que Jesús és "rei celestial del llinatge de David i Salomó", es pot considerar Maria com a 'Reina Mare' i 'Reina del Cel'.
L'Església Catòlica Romana també veu a Maria coronada com a reina en el cel en el Llibre de la Revelació (12, versets 1-5), on s'hi diu:"1 Llavors aparegué en el cel un gran senyal prodigiós: una dona que tenia el sol per vestit, amb la lluna sota els peus, i duia al cap una corona de dotze estrelles. Esperava un fill i cridava afligida pels dolors del part."